# Qinling
I Qinling (in cinese 秦岭) o Qin Ling, noti in passato come Nanshan («montagne meridionali»), sono un'imponente catena montuosa che si estende da est ad ovest nella parte meridionale della provincia dello Shaanxi, in Cina. Segnano lo spartiacque tra i bacini idrografici dello Yangtze e del Fiume Giallo, costituendo un confine naturale tra la Cina del nord e quella del sud, e ospitano un'enorme varietà di specie vegetali e animali, alcune delle quali presenti solamente qui.
A nord di essi si estende la valle del Wei He, antico centro della civiltà cinese, densamente popolata. A sud si trova la valle dello Han Jiang. Ad ovest una linea di montagne li collega al margine settentrionale dell'altopiano del Tibet. Ad est si trovano le più basse catene montuose dei Funiu Shan e dei Dabie Shan, che si ergono dalla pianura costiera.

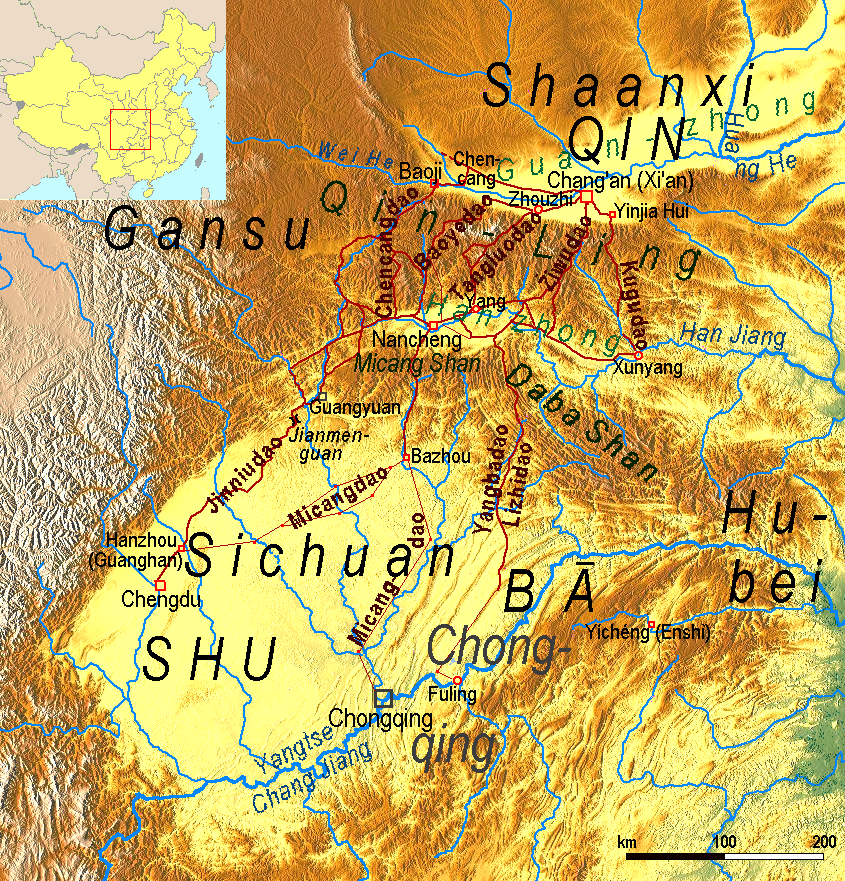
Veduta dettagliata delle varie catene montuose e dei passi tra lo Shaanxi e il Sichuan.

Il versante settentrionale della catena è soggetto a un clima caldo, ma la barriera fisica delle montagne stesse fa sì che la regione a nord sia caratterizzata da un clima semi-arido, con un paesaggio povero e sterile che non può sostenere una ricca fauna selvatica. Le montagne fungevano anche da difesa naturale contro le invasioni dei nomadi provenienti da nord, in quanto sono attraversate solamente da quattro passi. Alla fine degli anni '90 sono stati completati un tunnel ferroviario e un viadotto elicoidale, che hanno reso molto più facile attraversare la catena montuosa.
La cima più alta dei Qinling è il Taibai Shan (3767 m), che sorge circa 100 km ad ovest dell'antica capitale cinese di Xi'an. Tre vette che, nonostante la loro scarsa altezza, rivestono un importante significato culturale nella regione sono lo Hua Shan (2155 m), il Li Shan (1302 m) e il Maijishan (1742 m).

## Flora e fauna

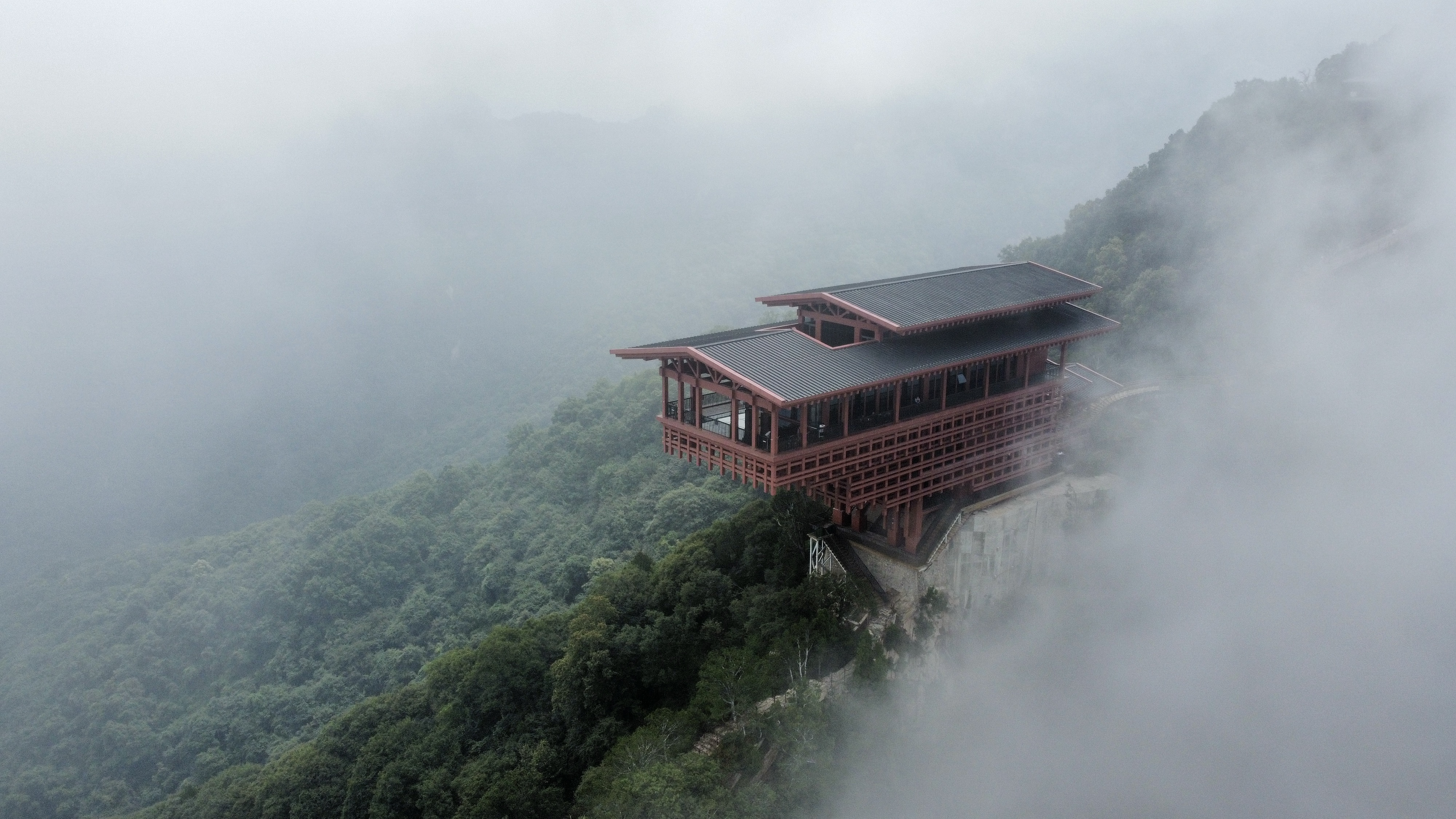
Il monte Shaohua.

L'ambiente dei Qinling è caratterizzato da un'ecoregione di foreste decidue.
I Qinling costituiscono lo spartiacque tra il bacino del Fiume Giallo, che originariamente ospitava una foresta di latifoglie decidue, e il bacino dello Yangtze, caratterizzato da inverni più miti e precipitazioni più elevate, un tempo ammantato da foreste di latifoglie sempreverdi temperate. Pertanto essi vengono generalmente utilizzati come linea di separazione tra la Cina del nord e quella del sud.
Nelle foreste di bassa quota delle colline pedemontane dominano essenze decidue temperate come querce (Quercus acutissima, Q. variabilis), olmi (Ulmus spp.), noci (Juglans regia), aceri (Acer spp.), frassini (Fraxinus spp.) e Celtis spp. Tra le specie sempreverdi qui presenti ricordiamo latifoglie come il falso castagno (Castanopsis sclerophylla) e la quercia glauca (Quercus glauca) e conifere come Pinus massoniana.
Alle quote medie, conifere come Pinus armandii si mescolano a latifoglie quali betulle (Betula spp.), querce (Quercus spp.) e carpini (Carpinus spp.). Tra 2600 e 3000 m, queste foreste di media altitudine cedono il passo a foreste subalpine di abeti (Abies fargesii, A. chensiensis), Cunninghamia e betulle (Betula spp.), con un fitto sottobosco di rododendri (Rhododendron fastigiatum).
La regione ospita un gran numero di piante rare su un totale finora censito di 3000 specie. Tra le specie originarie della zona vi sono il ginkgo, ritenuto una delle specie di alberi più antiche del mondo, così come il pino di padre David (Pinus armandii), la Physochlaina infundibularis, l'Acer miaotaiense e l'abete cinese. Queste foreste sono sempre state intensamente sfruttate: il picco di maggior prelievo di legname venne raggiunto nel XVIII secolo.
Queste montagne sono la dimora del panda dei Qinling, una sottospecie distinta di panda gigante, la cui protezione è garantita anche dalle riserve naturali di Changqing e Foping: si stima che nella regione vivano tra i 250 e i 280 esemplari, pari a un quinto dell'intera popolazione selvatica di panda gigante. I Qinling ospitano anche molte altre specie, tra cui uccelli come l'ibis giapponese, il tragopano di Temminck, l'aquila reale, la calliope golanera e il fagiano dorato, nonché mammiferi come il takin dorato, il rinopiteco dorato, la martora dalla gola gialla, il gatto dorato asiatico, l'orso dal collare, il leopardo nebuloso e il leopardo.
La salamandra gigante cinese, che con i suoi 1,8 m di lunghezza è il più grande anfibio del mondo, è in grave pericolo di estinzione poiché viene catturata a scopo alimentare e per essere impiegata nella medicina tradizionale cinese. È attualmente in corso un programma di educazione ambientale per incoraggiare la gestione sostenibile della popolazione selvatica dei Qinling, e sono stati istituiti programmi di riproduzione in cattività.

## Armi di distruzione di massa
Secondo il Nuclear Information Project, la Cina «conserva la maggior parte delle sue testate nucleari in un impianto di stoccaggio centrale nella catena montuosa dei Qinling, sebbene alcune siano conservate in impianti di stoccaggio regionali più piccoli».